# اولگ تسوکوف
اولگ تسوکوف (انگلیسی: Oleg Tsokov; ۲۳ سپتامبر ۱۹۷۱ – ۱۱ ژوئیه ۲۰۲۳ (۵۱ سال)) سپهبد نیروی زمینی روسیه بود که به‌عنوان جانشین فرمانده منطقه نظامی جنوبی خدمت می‌کرد. او در سال ۲۰۲۳ در جریان یک ضد حمله نیروهای اوکراینی علیه تهاجم روسیه به اوکراین، بر اثر اصابت موشک کشته شد.
وی فعالیت نظامی را از سال ۱۹۹۰ در نیروی زمینی شوروی آغاز کرد. او از ۲۰۱۹ تا ۲۰۲۱ فرماندهی ارتش ۲۰ ترکیبی گارد را برعهده داشت. تسوکوف در جنگ نخست چچن، جنگ دوم چچن، مداخله روسیه در جنگ داخلی سوریه و جنگ روسیه و اوکراین حضور داشت.